# Yusuf Demir
Yusuf Demir (Bécs, 2003. június 2. –) török-osztrák kettős állampolgárságú osztrák válogatott labdarúgó, a Basel játékosa kölcsönben a Galatasaray csapatától.

## Pályafutása

### Klubcsapatokban
2010-ben került a First Vienna korosztályos csapataiba, ahol egészen 2013-ig nevelkedett. A Rapid Wien akadémiájára került. 2019. május 26-án aláírta a klubbal az első profi szerződését, amely 2022 nyaráig érvényes. Május 31-én debütált a második csapatban a Wiener SC csapata ellen 3–0-ra elvesztett bajnoki mérkőzésen a 66. percben Ivan Močinić cseréjeként. A 2019–20-as szezont már a felnőttekkel együtt kezdte meg. Augusztus 23-án a Wiener Viktoria csapata ellen megszerezte első gólját a tartalékok között. December 14-én az első csapatban is bemutatkozott az Admira Wacker Mödling ellen 3–0-ra megyenrt bajnoki találkozón a BSFZ-Arénában, a 82. percben Thomas Murg cseréjeként. 16 évesen, 6 hónaposan és 12 naposan ő lett a Rapid legfiatalabb élvonalban pályára lépő játékosa 2020. augusztus 30-án az osztrák kupában góllal mutatkozott be a St. Johann csapata ellen. Szeptember 15-én a belga KAA Gent csapata ellen góllal debütált első felnőtt UEFA-bajnokok ligája selejtező mérkőzésén. Négy nappal később a Sturm Graz ellen megszerezte első bajnoki gólját az 1–1-s döntetlennel végződő találkozón. November 5-én az Európa-liga csoportkörében az ír Dundalk ellen 4–1-re megnyert nemzetközi mérkőzésen gólt szerzett.
2021. július 9-én jelentették be, hogy 500 ezer euróért kölcsönbe került a Barcelona B csapatához és a következő szezontól 10 millió euróért kivásárolhatják a szerződéséből. Augusztus 21-én mutatkozott be a felnőtt csapatban az Athletic Bilbao elleni 1–1-re végződő bajnoki mérkőzésen és ezzel a klub második osztrák labdarúgója lett. Augusztus 31-én a Barcelona átregisztrálta az első csapat keretébe és megkapta Ousmane Dembélé 11-es mezszámát. Szeptember 14-én bemutatkozott a Bayern München ellen az UEFA-bajnokok ligájában. 9 tétmérkőzésen lépett pályára és a 10. után aktiválodót volna a vásárlási opció, de ezt a nehéz anyagi helyzetben lévő klub nem volt hajlandó aktiválni, ezért nem lépett pályára ezek után. Decemberben elhagyhatta a klubot. 2022 január elején visszatért a klubhoz és a csapattal edzhetett. 2022. január 13-án felbontotta a spanyol klub a szerződését és visszatért a Rapid Wien csapatához, ahol 2024 júniusáig meghosszabbította a szerződését.
2022. szeptember 4-én négy évre szóló megállapodást kötötte vele a török Galatasaray csapata. 6 millió euróért szerződtette a török klub. Szeptember 11-én debütált a bajnokságban a Kasımpaşa ellen a 77. percben Dries Mertens cseréjeként. 2023. augusztus 16-án a svájci Basel kölcsönben szerződtette.

### A válogatottban
Ausztriában született török szülők gyermekeként. 2017. október 27-én négy góllal mutatkozott be az osztrák U15-ös válogatottban a Liechtenstein ellen 20–0-ra megnyert találkozón. 2018 és 2019 között 14 alkalommal lépett pályára az U17-esek között és ezeken a találkozókon 9 gólt szerzett. 2020. szeptember 4-én az osztrák U21-es válogatottban mutatkozott be az Albán U21-esek ellen 5–1-re elvesztett mérkőzésen. 2021. március 28-án debütált a felnőttek között a Feröer elleni 2022-es labdarúgó-világbajnokság-selejtező mérkőzésen. Bekerült a 2022-es U19-es labdarúgó-Európa-bajnokságon pályára lépő keretbe.

## Statisztika
2023. január 4-i állapotnak megfelelően.
| Klub          | Szezon   | Bajnokság            | Bajnokság | Bajnokság | Kupa  | Kupa  | Nemzetközi | Nemzetközi | Összesen | Összesen |
| Klub          | Szezon   | Osztály              | Mérk.     | Gólok     | Mérk. | Gólok | Mérk.      | Gólok      | Mérk.    | Gólok    |
| ------------- | -------- | -------------------- | --------- | --------- | ----- | ----- | ---------- | ---------- | -------- | -------- |
| Rapid Wien II | 2018–19  | Osztrák Regionalliga | 2         | 0         | –     | –     | –          | –          | 2        | 0        |
| Rapid Wien II | 2019–20  | Osztrák Regionalliga | 9         | 1         | –     | –     | –          | –          | 9        | 1        |
| Rapid Wien II | Összesen | Összesen             | 11        | 1         | 0     | 0     | 0          | 0          | 11       | 1        |
| Rapid Wien    | 2019–20  | Osztrák Bundesliga   | 6         | 0         | 0     | 0     | –          | –          | 6        | 0        |
| Rapid Wien    | 2020–21  | Osztrák Bundesliga   | 25        | 6         | 2     | 1     | 5          | 2          | 33       | 9        |
| Rapid Wien    | 2021–22  | Osztrák Bundesliga   | 11        | 1         | 1     | 0     | 2          | 0          | 14       | 1        |
| Rapid Wien    | 2022–23  | Osztrák Bundesliga   | 1         | 1         | 1     | 0     | 3          | 0          | 5        | 1        |
| Rapid Wien    | Összesen | Összesen             | 43        | 8         | 4     | 1     | 10         | 2          | 57       | 11       |
| Barcelona     | 2021–22  | La Liga              | 6         | 0         | 0     | 0     | 3          | 0          | 9        | 0        |
| Barcelona     | Összesen | Összesen             | 6         | 0         | 0     | 0     | 3          | 0          | 9        | 0        |
| Galatasaray   | 2022–23  | Süper Lig            | 5         | 0         | 1     | 0     | 0          | 0          | 6        | 0        |
| Galatasaray   | Összesen | Összesen             | 5         | 0         | 1     | 0     | 0          | 0          | 6        | 0        |
| Összesen      | Összesen | Összesen             | 65        | 9         | 5     | 1     | 13         | 2          | 83       | 12       |

### Válogatott
2021. október 9-én frissítve.
| Ausztria | Ausztria        | Ausztria |
| Év       | Pályára lépések | Gólok    |
| -------- | --------------- | -------- |
| 2021     | 4               | 0        |
| 2022     | 0               | 0        |
| Összesen | 4               | 0        |

## Sikerei, díjai
- Galatasaray
  - Süper Lig: 2022–23[32]

## Külső hivatkozások
- Yusuf Demir adatlapja a Kicker oldalon (németül)
- Yusuf Demir adatlapja a Transfermarkt oldalon (angolul)
- Yusuf Demir adatlapja a Soccerway oldalon (angolul)